# Passage Molière
Pour les articles homonymes, voir Molière (homonymie).
Le passage Molière est une voie du 3e arrondissement de Paris, en France.

## Situation et accès

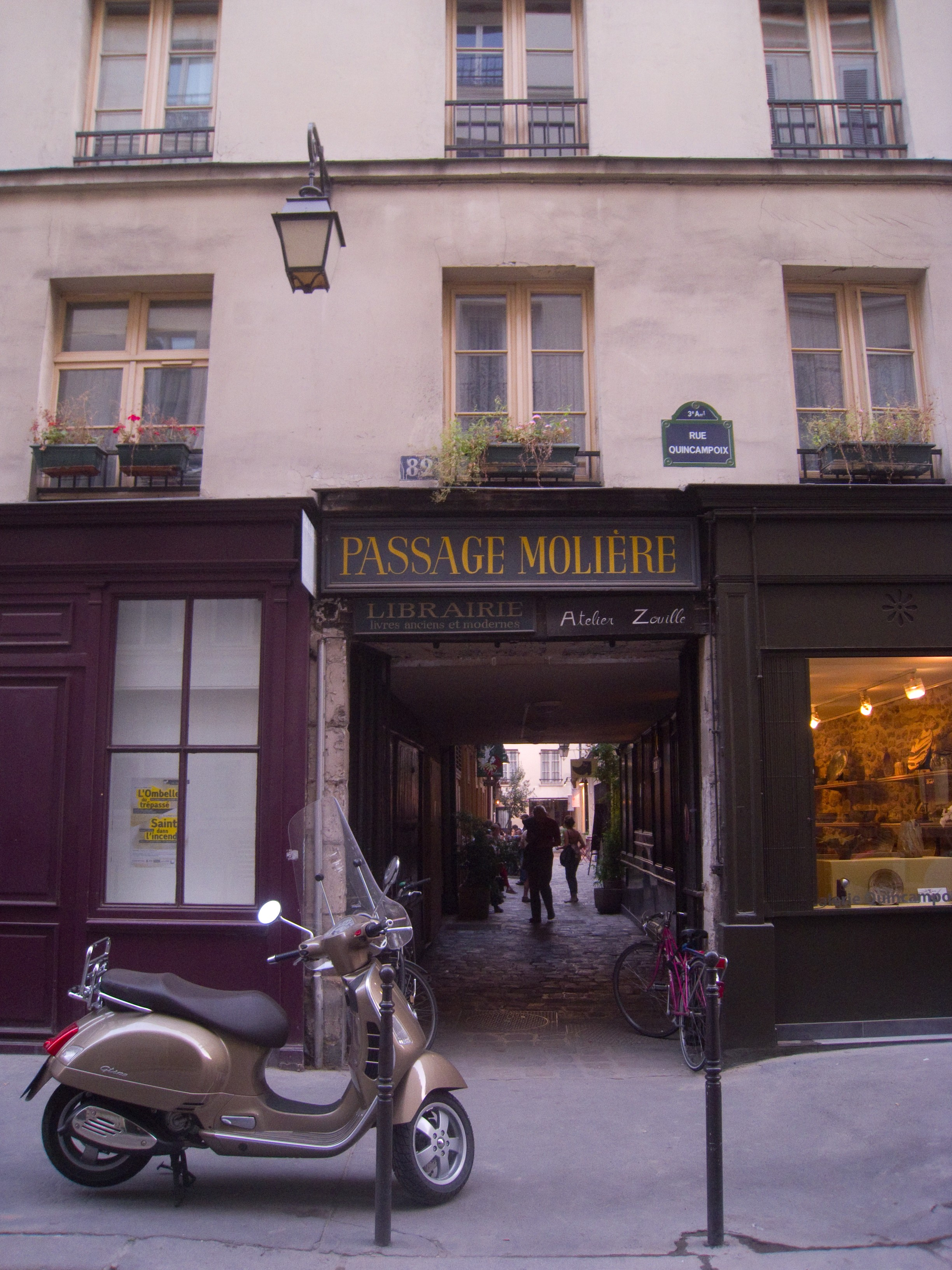
Le passage Molière, à son débouché sur la rue Quincampoix.

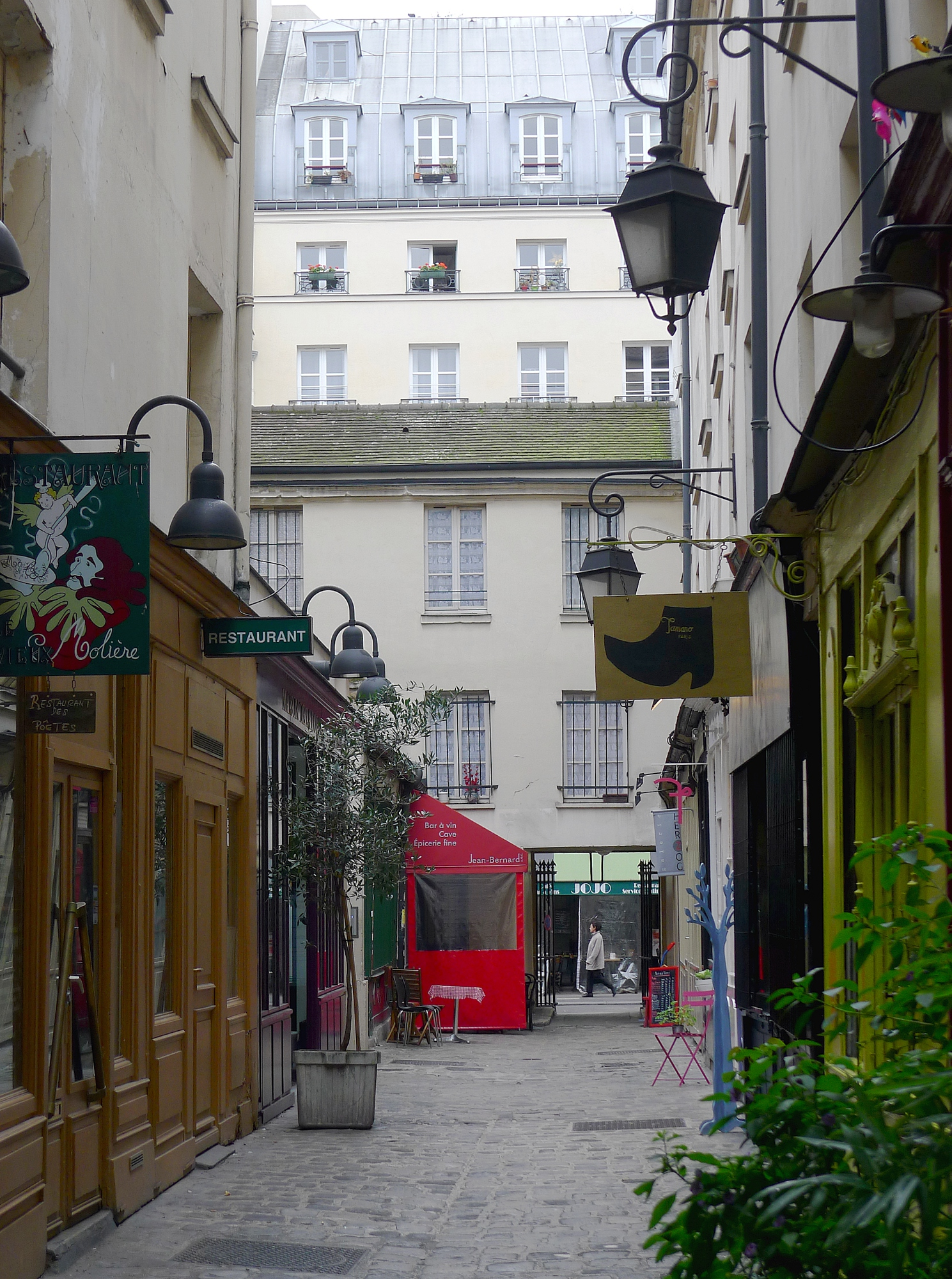
Le passage Molière.

Le passage Molière est une voie publique piétonne de l'ouest du 3e arrondissement. Il est orienté est-ouest, débutant à l'est au 157, rue Saint-Martin et se terminant 46 m plus loin au 82, rue Quincampoix. Le passage est perpendiculaire à ces deux voies.
Le passage traverse le pâté d'immeubles, en débutant des deux côtés par un porche. Hormis aux extrémités, lorsqu'il passe sous les immeubles, il n'est pas couvert. Il possède un sol pavé, légèrement en pente de façon à former un ruisseau en son milieu.
Les numéros des immeubles ne suivent pas l'usage parisien (numéros pairs d'un côté, impairs de l'autre, croissant dans le même sens) : ils débutent sur le côté droit du passage, à son extrémité est, puis augmentent séquentiellement sur ce côté en se dirigeant vers l'ouest. À partir de l'extrémité ouest, les numéros augmentent de l'autre côté en rebroussant chemin. Ils suivent donc une progression en sens inverse des aiguilles d'une montre à partir de l'entrée sur la rue Saint-Martin.
Les stations de métro les plus proches sont Rambuteau (ligne 11), 200 m à l'est, et Étienne Marcel (ligne 4), 200 m au nord-ouest.

## Origine du nom
La voie tire son nom de l'ancien théâtre Molière, qui se trouvait à proximité, lui-même portant le nom du comédien Molière. Le théâtre a été édifié en deux mois, en 1791, par l’acteur Conventionnel Jean-François Boursault-Malherbe. La salle est réputée luxueuse pour un théâtre populaire. Des pièces du répertoire anglais, allemand et espagnol y sont jouées. Le décret impérial, du 8 août 1807, limitant le nombre de théâtres à Paris, l’oblige à fermer. Au XIXe siècle, la salle est utilisée comme salle de bal.
Il s'est également appelé « passage des Sans-Culottes » sous la Révolution et « passage des Nourrices ».

## Historique
Le passage est ouvert vers 1791. 
Il est inscrit au titre des monuments historiques en 1984. 
Propriété du bailleur social Paris Habitat, il fait l'objet d'une rénovation lourde entre 2017 et 2022, dans le but de « créer un lieu attractif ouvert sur le quartier », accueillant dès lors 34 logements sociaux et 9 commerces, dont la Maison de la poésie (scène littéraire) qui ouvre en 2022 son restaurant, Le Café de la poésie. Mais, en 2024, plusieurs commerces font état de leurs difficultés, l'un d'eux fermant ses portes.

## Bâtiments remarquables et lieux de mémoire
- Le théâtre Molière, devenu maison de la Poésie, se situe au coin avec la rue Saint-Martin.

- Le quartier de l'Horloge est situé de l'autre côté de la rue Saint-Martin, au débouché du passage.

- No 12 : le café de la Poésie, situé à cette adresse, ferme définitivement ses portes en juillet 2024[4].

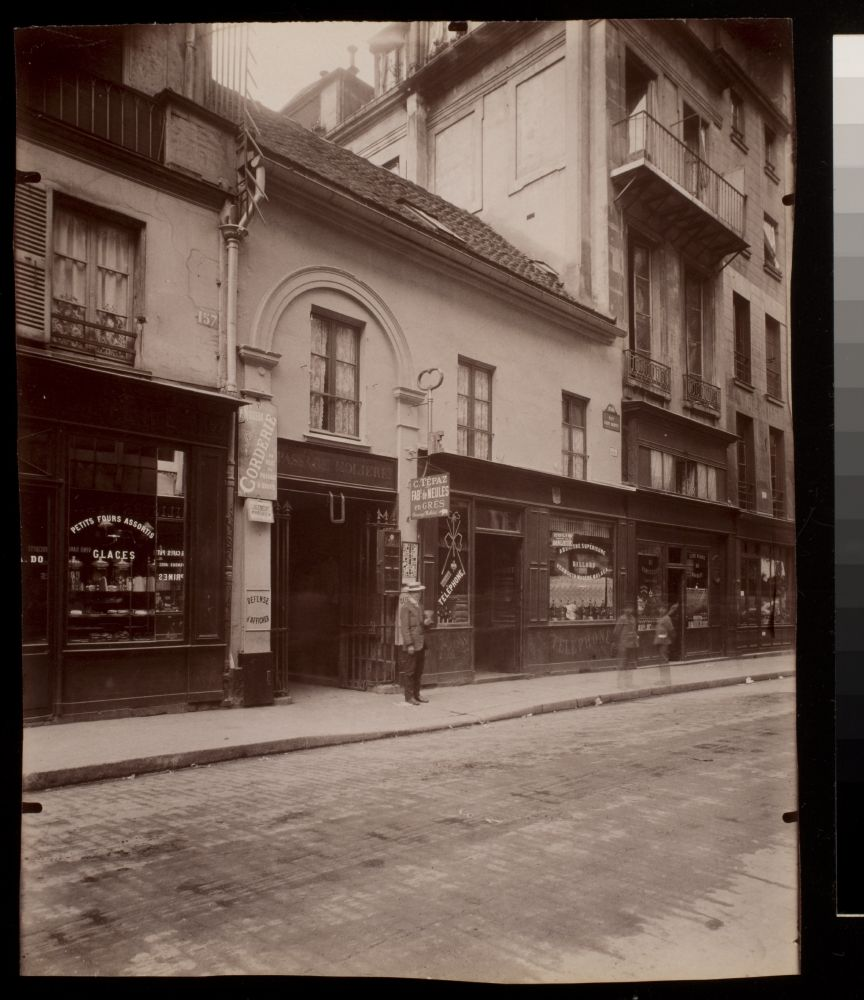
Eugène Atget : Entrée du passage Molière, 157 rue Saint-Martin (1908).
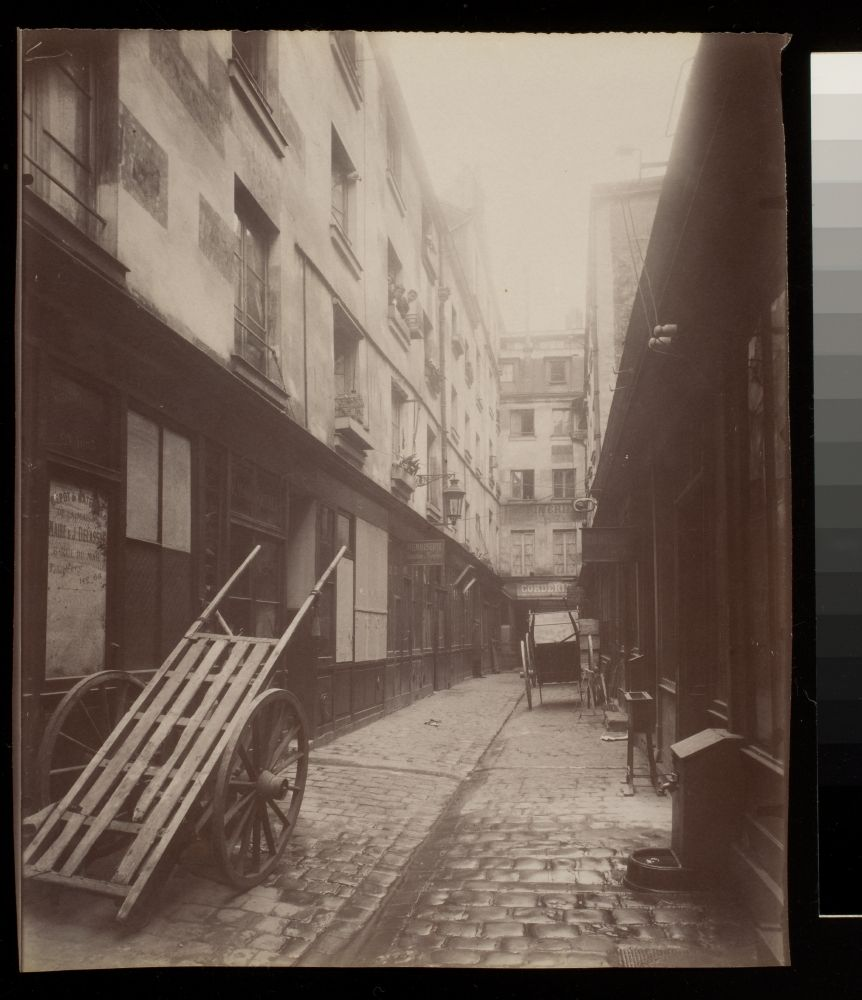
Eugène Atget : Passage Molière vu depuis la rue Saint-Martin (1906).